# アミディ・アルドワン

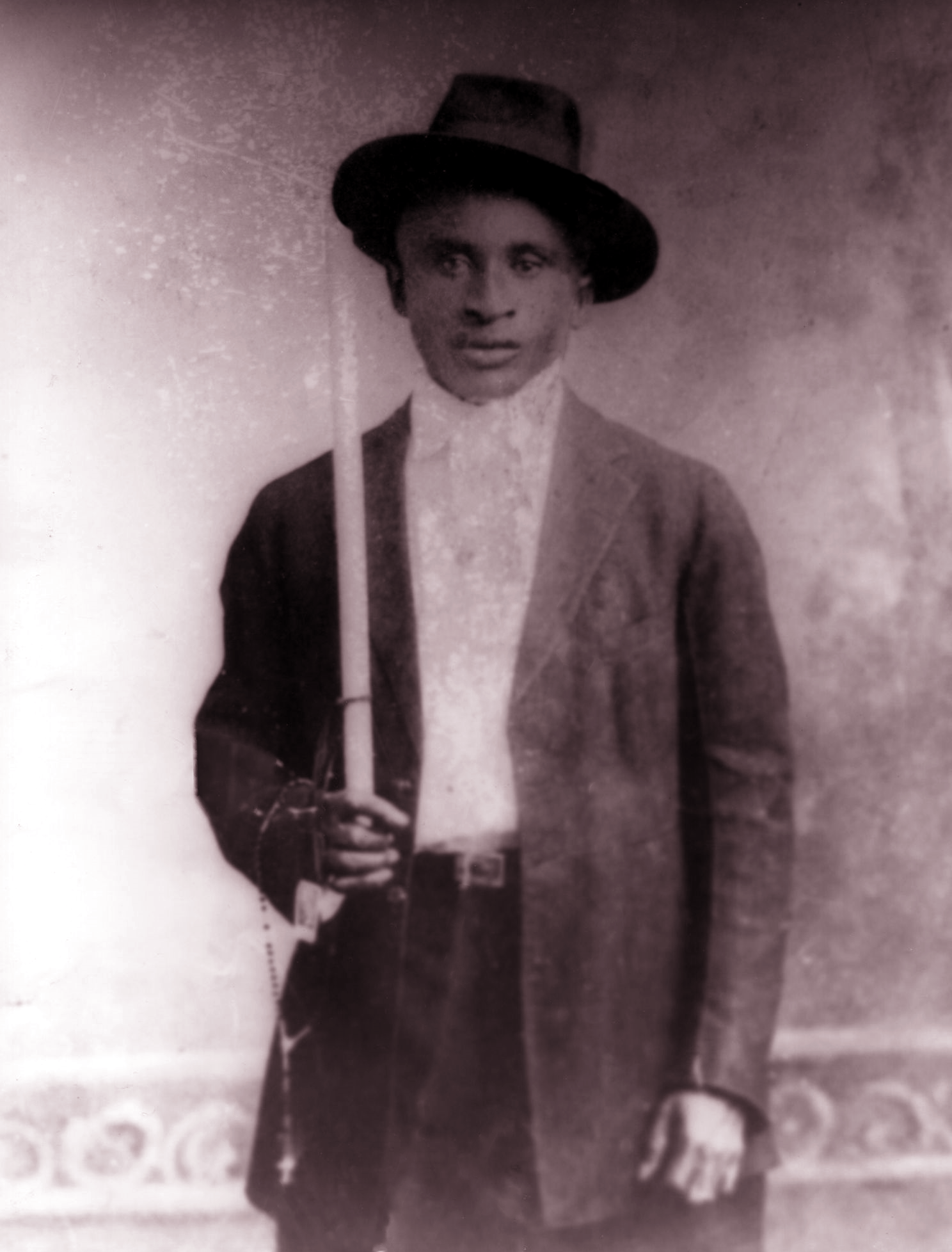
アミディ・アルドワン

アミディ・アルドワン （Amédé Ardoin , 1898年3月11日 - 1941年または1950年）は、20世紀のケイジャン音楽に名を残す伝説的なザディコのアーティスト（アコーディオン、ヴォーカル）。

## 略歴
もともとケイジャン音楽の編成にはフィドル（バイオリン）が中心で、アコーディオンは含まれていなかった。19世紀の終わり頃にクレオール系黒人がアコーディオンを持ちこんだのがきっかけとなった。そして、ケイジャン音楽としては最初にアコーディオンを録音したのがアミディである。貧しい小作農民だったアミディは、1929年、コロンビア社のアコーディオンコンテストで優勝する。白人フィドル演奏者のデニス・マクギーとともに、1929年12月、コロンビア社で6曲を録音した。現在、合計34曲の録音物が残されている。伝統的なケイジャンの楽曲が主体だが、シンコペーションの強いビートと、シャウトが特徴的。

## 不慮の死
アミディの正確な死亡期日と場所は不明だ。親族や仲間のミュージシャンの証言によると、1939年から49年の間に、ユーニスの近くで人種差別的な暴行を加えられたことは分かっている。アミディが人気絶頂の折、白人の女性がハンカチで彼の顔の汗を拭いたことに腹を立てた白人男性二人が、アミディをリンチして演奏できないようにした事件があった。この後、彼はルイジアナ州パインヴィルの療養施設で暮らして死んだとされている。
- しかしこの事件については、仲間のミュージシャンが嫉妬して毒を盛った、またアミディが白人女性と肉体関係を持っていたためにリンチされたなど、諸説あるため正確ではない。